# Майдан-Чернелевецький
Майдан-Чернелевецький — село в Україні, у Вовковинецькій селищній громаді Хмельницького району Хмельницької області. Населення становить 331 особу.

## Символіка
Затверджена 13 грудня 2012 р. рішенням № 3 сесії сільської ради. Автор — І. Д. Янушкевич.

### Герб
Малий щиток розтятий: праворуч у лазуровому полі золотий пшеничний колосок у стовп, який перетинає срібний селянський серп із золотою ручкою. У червоному полі золоте полум'я, з якого виливається розплавлена срібна лава, утворюючи внизу таку ж основу. У срібній основі скляна побутова ваза зеленого кольору. Щит облямований декоративним картушем і увінчаний золотою сільською короною. На срібній девізній стрічці, оповитій маками і волошками, червоний напис «МАЙДАН ЧЕРНЕЛЕВЕЦЬКИЙ».

### Прапор
Квадратне полотнище складається з двох рівних вертикальних смуг синього і червоного кольорів. У центрі синьої смуги жовтий колос з білим серпом з жовтою рукояткою. У центрі червоної смуги жовте полум'я. На білій фігурній смузі, що відходить від нижнього краю, зелена ваза. По краях полотнища зелена облямівка. Ширина облямівки становить 1/6 ширини прапора.

## З історії
Колишній орган місцевого самоврядування — Майдан-Чернелівецька сільська рада.

## Відомі уродженці
- Станіслав Стемповський (1870–1952)

## Галерея

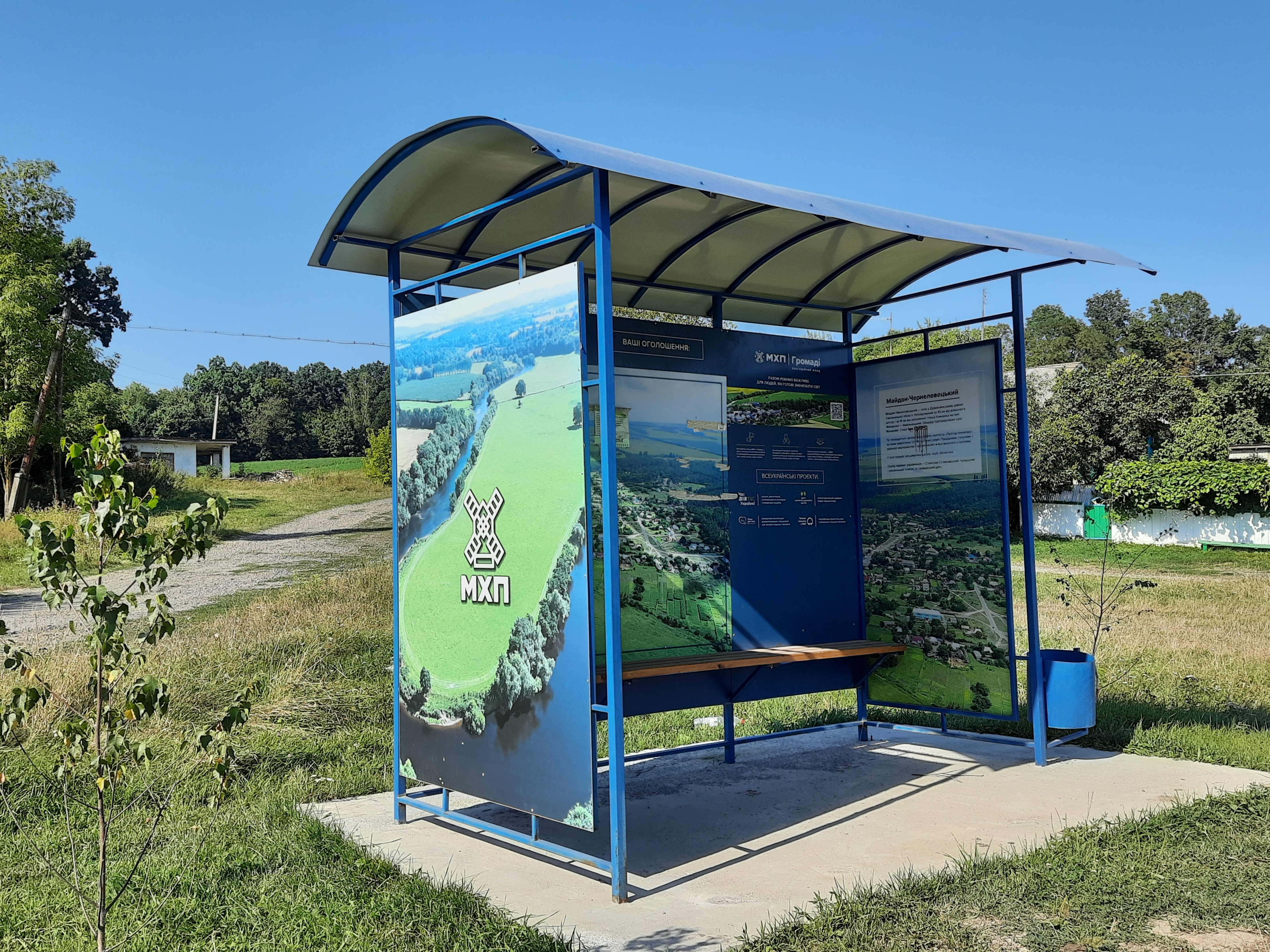
Автобусна зупинка
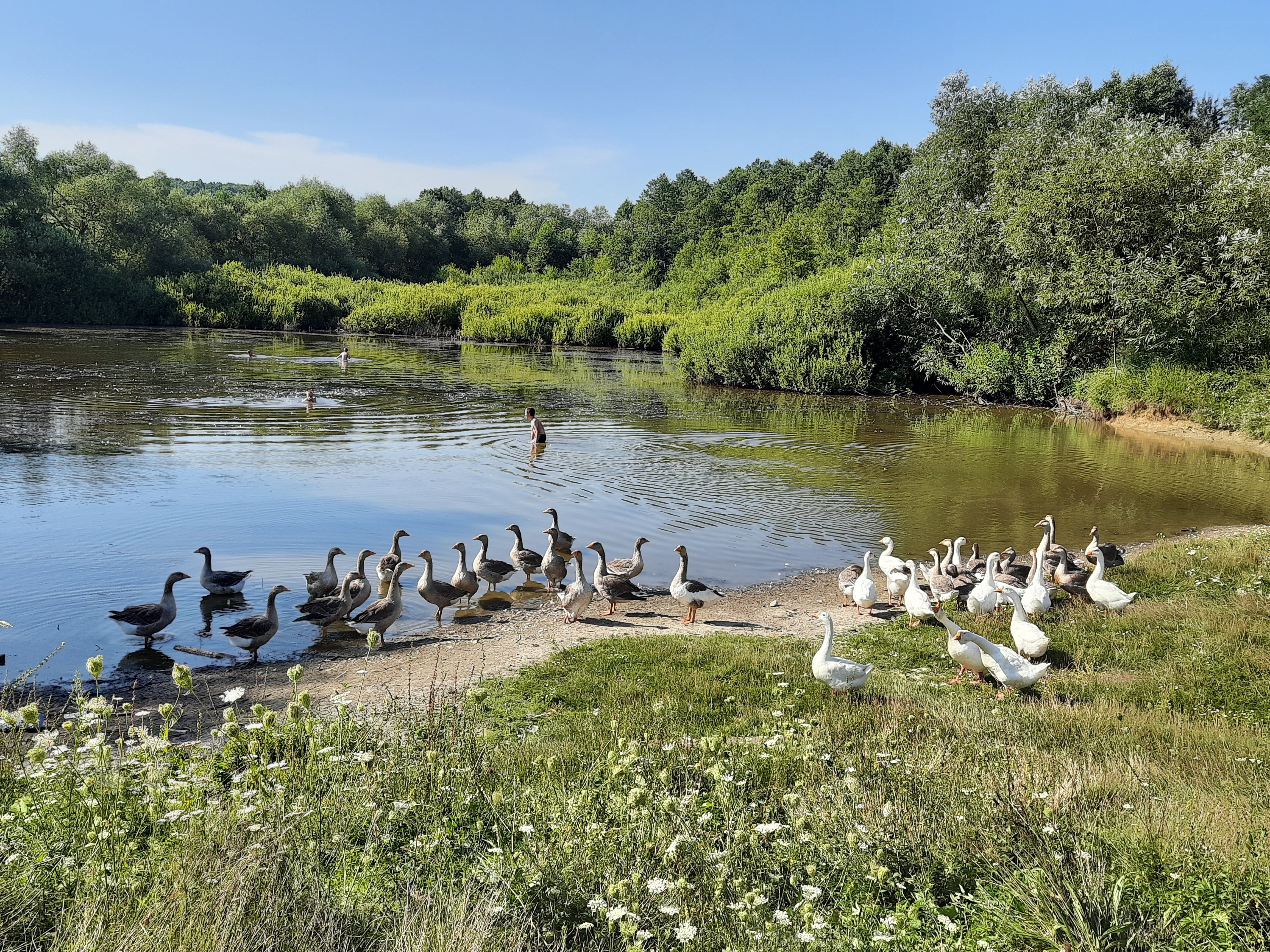
Сільський пейзаж
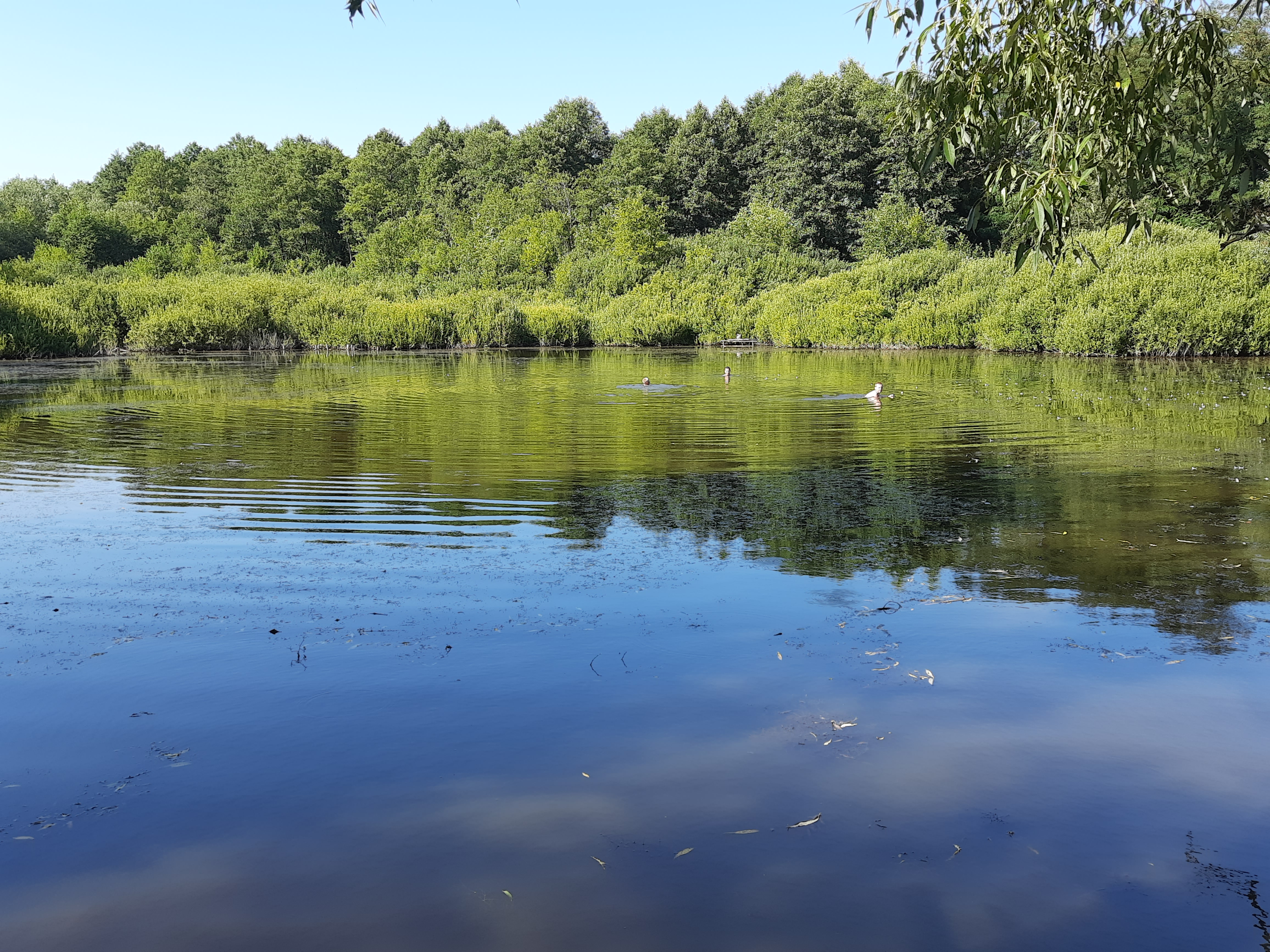
Став біля села